# Proclus Maternus

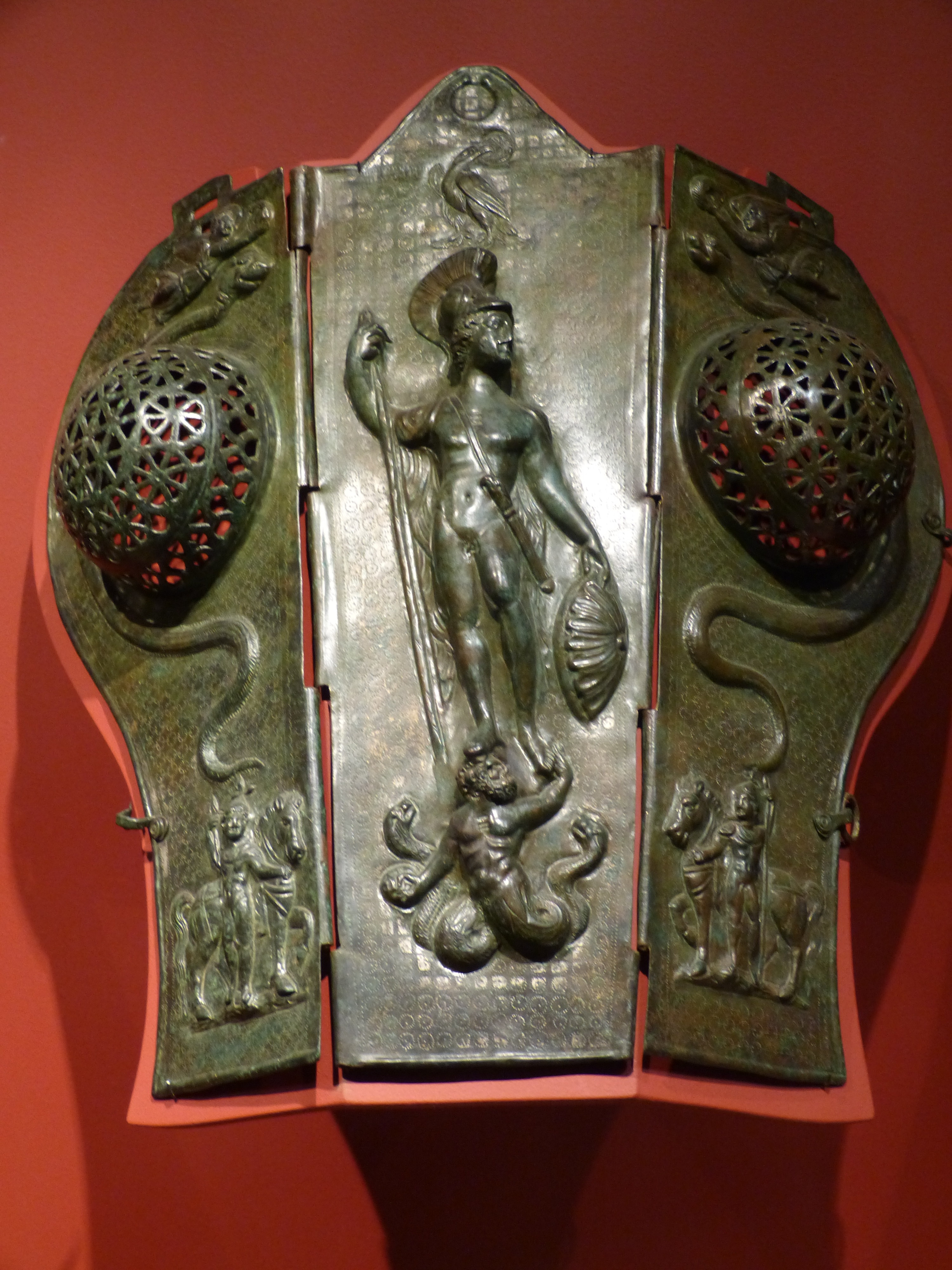
Rossstirn mit Signatur des Proclus Maternus aus Straubing

Proclus Maternus war ein antiker römischer Toreut (Metallbildner), der in der ersten Hälfte des 3. Jahrhunderts tätig war.
Proclus Maternus ist nur noch aufgrund seiner Signatur bekannt, die auf einem archäologischen Artefakt überliefert ist. Dabei handelt es sich um eine Rossstirn aus versilberter Bronze, die für die Paraderüstung eines Pferdes gefertigt wurde und zum 1950 gefundenen Schatzfund von Straubing gehört. Die sehr aufwändige Treibarbeit zeigt die den Gott Mars auf einem Giganten stehend, zudem je zwei Kastoren, Victorien und Schlangen sowie einen Adler. Seit 1950 befindet sich die Rossstirn in der Sammlung des Gäubodenmuseums in Straubing. Möglicherweise sind der Werkstatt des Proclus Maternus, der eventuell in Sorviodurum, dem antiken Straubing, ansässig war, weitere nicht signierte Werke zuzuweisen.

## Einzelbelege
1. ↑  Inventarnummer  1950/16.

| Personendaten    | Personendaten                      |
| ---------------- | ---------------------------------- |
| NAME             | Proclus Maternus                   |
| ALTERNATIVNAMEN  | Maternus, Proclus                  |
| KURZBESCHREIBUNG | antiker römischer Toreut           |
| GEBURTSDATUM     | 2. Jahrhundert oder 3. Jahrhundert |
| STERBEDATUM      | 3. Jahrhundert                     |